# Tigranakert (Silvan)
Tigranakert (armenski: Տիգրանակերտ, grčki: Τιγρανόκερτα, Tigranόkerta, latinski: Tigranocerta) bio je glavni grad starovjekovnoga Armenskoga Kraljevstva. Grad nosi ime po Tigranu Velikome koji ga je osnovao u prvome stoljeću prije Krista. Točna lokacija grada nije poznata. Možda se nalazio u blizini današnjega Silvana ili kraj obližnjega Arzena u povijesnoj armenskoj regiji Arzanene, istočno od Diyarbakıra. Grad je dijelio ime s još tri grada. Preostala tri grada nalazila su se u Nahičevanu, Gorskome Karabahu i Utiku.

## Povijest
Kako bi stvorio grad, Tigran Veliki potjerao je mnoge ljude iz svojih domova kako bi činili stanovništvo grada. Armensko se Kraljevstvo u to doba proširilo na istok do Kaspijskoga jezera, na zapadu do središnje Kapadocije, a na jugu do Judeje, sve do područja koja okružuju današnji Krak des Chevaliers.
Gradske tržnice bile su ispunjene trgovcima iz cijeloga antičkoga svijeta. Tigranakert brzo je postao izrazito važno komercijalno i kulturno središte bliskoga istoka. Tigran Veliki osnovao je veličanstveno kazalište, koji mu je bio strastveno posvećen, izvodile su drame i komedije čije su uloge uglavnom glumili grčki i armenski glumci. Plutarh je zapisao da je Tigranakert „veliki i lijepi grad gdje je prosječni čovjek i svaki činovnik učio ga obožavati”. Helenistička kultura pod Artaksijadskom dinastijom imala je snažan utjecaj te je grčki jezik bio jezik dvora.
Rimska vojska pod vodstvom Lukula Licinija Lukula Pontskoga porazila je armensku vojsku pod vodstvom Tigrana Velikoga u bitci kod Tigranakerta koja se odvila 69. godine prije Krista. Poslije bitke rimska je vojska opljačkala grad te su stoga mnogi ljudi vratili svojima originalnima domovima.
Nakon pljačke, koja je uključivala i uništenje kipova i hramova, grad je spaljen. Značajna količina zlata i srebra odvedena je u Rim kao ratni plijen. Lukul Licinije Lukul Pontski uzeo je većinu zlata i srebra iz istopljenih kipova, posuda, čaša i drugih vrijednih metala i dragoga kamenja. Tijekom pljačke mnogi stanovnici grada pobjegli su u sela. Zgrada novoosnovanoga kazališta također je nastradala u požaru. Grad se nikada nije oporavio od pljačke.
Tijekom istočnih osvajanja Gneja Pompeja Velikoga, Rimljani su privremeno zauzeli grad, no grad je vraćen Tigranu Velikome s dijelovima njegovoga kraljevstva nakon Tigranove predaje Pompeju. Tome predajom Tigran Veliki bio je prisiljen platiti Pompeju Velikome 6000 talenata. Nije poznato kada je uplaćen taj iznos. Rimljani su ponovno zauzeli grad pod vodstvom Gneja Domicija Korbulona tijekom Rimsko-partskoga rata koji je trajao od 58. do 63. godine poslije Krista.
Tijekom osmanskoga razdoblja Armenci su grad Diyarbakır zvali Dikranagerd (zapadnoarmenski izgovor Tigranakerta).

## Vanjske poveznice
- Ancient and premodern Armenia
- "Armenia's 12 Capital Cities" Exhibition Opened in Paris